# Beilschmiedia mannioides
Beilschmiedia mannioides är en lagerväxtart som beskrevs av Robyns & Wilczek. Beilschmiedia mannioides ingår i släktet Beilschmiedia och familjen lagerväxter. Inga underarter finns listade i Catalogue of Life.